# Klaus Mühlhahn
Klaus Mühlhahn (* 19. August 1963 in Konstanz) ist ein deutscher Sinologe, Gesellschafts- und Kulturwissenschaftler und ehemaliger Präsident der privatwirtschaftlichen Zeppelin Universität (ZU) in Friedrichshafen.

## Leben
Mühlhahn legte 1984 sein Abitur am Theresiengymnasium in München ab. 1993 absolvierte er den Magister in Sinologie an der FU Berlin. Von 1993 bis 1998 war er Wissenschaftlicher Mitarbeiter am Ostasiatischen Seminar, Abteilung Sinologie, der FU Berlin. 1998 erfolgte die Promotion in Sinologie an der FU Berlin. Die Dissertation trug den Titel „Herrschaft und Widerstand in der ‚Musterkolonie’ Kiautschou“. Die Arbeit wurde 1999 mit dem Joachim-Tiburtius-Anerkennungspreis ausgezeichnet. Von 1998 bis 2002 war er Wissenschaftlicher Assistent am Ostasiatischen Seminar der Abteilung Sinologie der FU Berlin, von 2002 bis 2004 Visiting Fellow am Center for Chinese Studies der University of California, Berkeley.
2004 erhielt er einen Ruf auf die Professor für gegenwärtige chinesische und asiatische Geschichte am Institut für Geschichte der Universität Turku. Von 2007 bis 2010 war er Professor für Geschichte und außerordentlicher Professor für Ostasiatische Sprachen und Kulturen an der Indiana University in Bloomington. 2009 erhielt er den John–King–Fairbank–Preis der American Historical Association für das Buch „Criminal Justice in China. A History“. Ab 2010 war er Professor für chinesische Geschichte und Kultur an der FU Berlin und von 2014 bis Anfang März 2020 Vizepräsident Internationales und Forschung der Freien Universität Berlin. In seinen Verantwortungsbereich fiel unter anderem das Konfuzius-Institut an der Freien Universität Berlin.
Am 3. März 2020 wurde er vom Senat der Zeppelin Universität (ZU) in Friedrichshafen zum Präsidenten und Geschäftsführer gewählt und von der ZU-Stiftung, der Trägerstiftung der ZU, ins Amt berufen. Er trat seine Amtszeit von fünf Jahren zum 1. Juni 2020 als Nachfolger von Insa Sjurts an. Im November 2024 gab er bekannt, für eine weitere Amtszeit nicht zur Verfügung zu stehen. Am 31. März 2025 schied Mühlhahn aus dem Amt des Prasidenten und Geschäftsführers der ZU aus.

## Schriften
- Hrsg. mit Anja Blanke A und Julia Strauss: Revolutionary Transformations: The People’s Republic of China in the 1950s. Cambridge University Press; 2023. ISBN 978-1-00-930414-6
- (Hrsg. und Julia Haes): Hongkong Umkämpfte Metropole, Herder Verlag, 2022, ISBN 978-3-451-39973-2
- Geschichte des modernen China. Von der Qing-Dynastie bis zur Gegenwart, C.H.Beck Verlag, 2021, ISBN 3-406-76506-8 (aktualisierte und korrigierte deutsche Fassung von Making China Modern).
- mit Timothy Cheek, Hans van de Ven (Hrsg.): The Chinese Communist Party: A Century in Ten Lives. Cambridge University Press, Cambridge 2021, ISBN 978-1-108-84277-8.
- Making China Modern. From the Great Qing to Xi Jinping. Cambridge, Mass.: The Belknap Press of Harvard University Press, 2019.
- Die Volksrepublik China. Berlin/Boston: De Gruyter, 2017 (= Oldenbourg Grundriss der Geschichte, 44).
- (Hrsg.): The Cultural Legacy of German Colonial Rule. Berlin/Boston: De Gruyter, 2015.
- Gemeinsam mit Wen-hsin Yeh, Hajo Frölich (Hrsg.): Rethinking Business History in Modern China. Berkeley / Seoul 2015 (= Cross-Currents e-journal, 16).
- Gemeinsam mit Nina Berman und Patrice Nganang (Hrsg.): German Colonialism Revisited: African, Asian, and Oceanic Experiences. Ann Arbor: University of Michigan Press, 2014.
- Gemeinsam mit Nathalie van Looy (Hrsg.): The Globalization of Confucius and Confucianism, Münster / London: Lit, 2012 (= Berliner China-Hefte – Chinese History and Society, 41).
- Gemeinsam mit Clemens von Haselberg (Hrsg.): Chinese Identities on Screen. Münster/London: Lit, 2012 (= Berliner China-Hefte – Chinese History and Society, 40).
- Criminal Justice in China – A History. Cambridge: Harvard University Press, 2009.
- (Hrsg.): The Limits of Empire, New Perspectives on Imperialism in Modern China. Münster/London: Lit, 2008.
- (Hrsg. mit Mechthild Leutner): Reisen in chinesischer Geschichte und Gegenwart. Erfahrungen, Berichte, Zeugnisse. Wiesbaden: Harrasowitz, 2008.
- (Hrsg. mit Mechthild Leutner): Kolonialkrieg in China. Die Niederschlagung der Boxerbewegung 1900–1901. Berlin: Ch. Links Verlag, 2007.